# Cantone di Haut-Vivarais
Il Cantone di Haut-Vivarais è un cantone francese dell'arrondissement di Tournon-sur-Rhône.
A seguito della riforma approvata con decreto del 13 febbraio 2014, che ha avuto attuazione dopo le elezioni dipartimentali del 2015, è passato da 9 a 31 comuni.

## Composizione
I 9 comuni facenti parte prima della riforma del 2014 erano:
- Le Crestet
- Désaignes
- Empurany
- Gilhoc-sur-Ormèze
- Lamastre
- Nozières
- Saint-Barthélemy-Grozon
- Saint-Basile
- Saint-Prix

Dal 2015 i comuni appartenenti al cantone sono i seguenti 31:
- Alboussière
- Ardoix
- Arlebosc
- Bozas
- Champis
- Colombier-le-Vieux
- Le Crestet
- Désaignes
- Empurany
- Gilhoc-sur-Ormèze
- Labatie-d'Andaure
- Lafarre
- Lalouvesc
- Lamastre
- Nozières
- Pailharès
- Préaux
- Quintenas
- Saint-Alban-d'Ay
- Saint-Barthélemy-Grozon
- Saint-Basile
- Saint-Félicien
- Saint-Jeure-d'Ay
- Saint-Pierre-sur-Doux
- Saint-Prix
- Saint-Romain-d'Ay
- Saint-Sylvestre
- Saint-Symphorien-de-Mahun
- Saint-Victor
- Satillieu
- Vaudevant